# Lehigh University
La Lehigh University è un'università statunitense privata con sede a Bethlehem, nella Pennsylvania.

## Storia
L'università fu fondata nel 1865 da Asa Packer ed è attualmente considerata una delle più sicure (in termine di criminalità) di tutta la nazione.

## Sport
I Mountain Hawks, che fanno parte della NCAA Division I, sono affiliati alla Patriot League. La pallacanestro e il football americano sono gli sport principali, le partite interne vengono giocate al Goodman Stadium e indoor alla Stabler Arena.

### Pallacanestro
Lehigh non è uno dei college più rappresentativi nella pallacanestro, conta soltanto 5 apparizioni nella post-season. Vanta una sola vittoria nella March Madness (nel torneo del 2012) quando riuscì a sconfiggere (da numero 15) la seconda testa di serie Duke. 

L'unico Mountain Hawk che ha giocato in NBA è C.J. McCollum.